# Coppa del Mondo di biathlon 1983
La Coppa del Mondo di biathlon 1983, sesta edizione della manifestazione organizzata dall'Unione Internazionale del Pentathlon Moderno e Biathlon, fu la prima a prevedere un circuito di gare femminili.
In campo maschile furono disputate 10 gare; nel corso della stagione si tennero ad Anterselva i Campionati mondiali di biathlon 1983, validi anche ai fini della Coppa del Mondo, il cui calendario non contemplò dunque interruzioni. Il tedesco occidentale Peter Angerer si aggiudicò la coppa di cristallo, il trofeo assegnato al vincitore della classifica generale. Non vennero stilate classifiche di specialità; Frank Ullrich era il detentore uscente della Coppa generale.
In campo femminile la norvegese Gry Østvik si aggiudicò la coppa di cristallo; non vennero stilate classifiche di specialità.

## Uomini

### Risultati
| Data                                 | Località   | Nazione        | Spec. | Primo               | Secondo             | Terzo               |
| ------------------------------------ | ---------- | -------------- | ----- | ------------------- | ------------------- | ------------------- |
| 27 gennaio 1983                      | Ruhpolding | Germania Ovest | IN    | Peter Angerer       | Andreas Schweiger   | Frank Ullrich       |
| 28 gennaio 1983                      | Ruhpolding | Germania Ovest | SP    | Eirik Kvalfoss      | Frank Ullrich       | Odd Lirhus          |
| 9 febbraio 1983                      | Anterselva | Italia         | IN    | Frank Ullrich       | Odd Lirhus          | Peter Angerer       |
| 11 febbraio 1983                     | Anterselva | Italia         | SP    | Algimantas Šalna    | Peter Angerer       | Frank-Peter Roetsch |
| Campionati mondiali di biathlon 1983 |            |                |       |                     |                     |                     |
| 23 febbraio 1983                     | Anterselva | Italia         | IN    | Frank Ullrich       | Frank-Peter Roetsch | Peter Angerer       |
| 26 febbraio 1983                     | Anterselva | Italia         | SP    | Eirik Kvalfoss      | Peter Angerer       | Alfred Eder         |
| 4 marzo 1983                         | Lahti      | Finlandia      | IN    | Algimantas Šalna    | Odd Lirhus          | Fritz Fischer       |
| 5 marzo 1983                         | Lahti      | Finlandia      | SP    | Algimantas Šalna    | Eirik Kvalfoss      | Dmitrij Vasil'ev    |
| 9 marzo 1983                         | Oslo       | Norvegia       | IN    | Dmitrij Vasil'ev    | Johann Passler      | Andreas Schweiger   |
| 10 marzo 1983                        | Oslo       | Norvegia       | SP    | Frank-Peter Roetsch | Peter Angerer       | Johann Passler      |

Legenda:

IN = individuale

SP = sprint

### Classifiche

#### Generale
| Pos. | Nome                | Nazione          | Punti |
| ---- | ------------------- | ---------------- | ----- |
| 1    | Peter Angerer       | Germania Ovest   | 143   |
| 2    | Eirik Kvalfoss      | Norvegia         | 136   |
| 3    | Frank Ullrich       | Germania Est     | 134   |
| 4    | Frank-Peter Roetsch | Germania Est     | 128   |
| 5    | Odd Lirhus          | Norvegia         | 126   |
| 6    | Algimantas Šalna    | Unione Sovietica | 122   |
| 7    | Fritz Fischer       | Germania Ovest   | 117   |
| 7    | Johann Passler      | Italia           | 117   |
| 9    | Matthias Jacob      | Germania Est     | 95    |
| 10   | Alfred Eder         | Austria          | 90    |

## Donne

### Risultati
| Data         | Località     | Nazione   | Spec. | Prima         | Seconda    | Terza         |
| ------------ | ------------ | --------- | ----- | ------------- | ---------- | ------------- |
| 4 marzo 1983 | Lappeenranta | Finlandia | IN    | Gry Østvik    | Pirjo Alto | Tuula Ylinen  |
| 5 marzo 1983 | Lappeenranta | Finlandia | SP    | Aino Kallunki | Siv Bråten | Aila Flyktman |

Legenda:

IN = individuale 10 km

SP = sprint 5 km

### Classifiche

#### Generale
| Pos. | Nome          | Nazione   | Punti |
| ---- | ------------- | --------- | ----- |
| 1    | Gry Østvik    | Norvegia  | 47    |
| 2    | Siv Bråten    | Norvegia  | 45    |
| 3    | Aino Kallunki | Finlandia | 43    |
| 4    | Aila Flyktman | Finlandia | 42    |
| 4    | Tuula Ylinen  | Finlandia | 42    |